# Шваб, Моисей
Моисей Шваб (1839—1918) — французский этнограф, гебраист, библиотекарь и переводчик. Перевёл иерусалимский Талмуд на французский язык (11 томов, 1871—1889).

## Биография
Родился в Париже в 1839 г., образование получил в Страсбургской талмудической школе.
Был около 10 лет (1857—1866) секретарем учёного Соломона Мунка. С 1868 года работал библиотекарем в Национальной библиотеке.
В 1880 году был командирован министром просвещения в Баварию и Вюртемберг (Германия) с научной целью — исследовать еврейские старопечатные книги.
Умер в 1918 году; похоронен на кладбище Пер-Лашез.

## Труды
- «Histoire des Israélites» (1866; 2-e изд., 1896)[3]
- «Ethnographie de la Tunisie» (1866)
- Перевод иерусалимского Талмуда на французский язык (11 томов, 1871—1889).
- «Bibliographie de la Perse» (1876)
- «Littérature Rabbinique. Elie del Medigo et Pico de la Mirandole» (1878)
- «Des points-voyelles dans les langues sémitiques» (1879)
- «Elie de Pesaro, Voyage ethnographique de Venise à Chypre» (1879)
- «Al-Harisi et ses pérégrinations en Orient» (1881)
- «Les incunables hébraïques et les premières impressions orientales du XVI-e siècle» (1883)
- «Bibliotheca Aristotelica» (1883) — премирована Академией надписей.
- «Monuments littéraires de l’Espagne» (1888)
- «Maqré Dardeqé, dictionnaire hébreu-italien du XV-e siècle» (1889)
- «Vocabulaire de l’Angélologie» (1896—1899)
- «Répertoire des articles d’Histoire et de Littérature Juive» (1899—1902) — в 3-х томах с дополнениями.
- «Salomon Munk» (1900)
- «Rapport sur les Inscriptions hébraïques en France» (1904)

Опубликовал целый ряд статей в журнале «Revue des études juives».